# Hannah Diamond
Hannah Diamond, pseudonimo di Hannah Amond (Norwich, 20 giugno 1991), è una cantante inglese.
Diamond pubblicò il singolo d'esordio Pink and Blue nel 2013, quando venne scritturata dalla PC Music di A. G. Cook, e il suo album di debutto Reflections nel 2019. La sua musica tanto aggraziata quanto artificiosa richiama il concetto di iperrealtà e si ispira alle immagini ad alta definizione e le campagne di moda.

## Biografia

### Primi anni di carriera
Durante i primi anni 2010, un amico di Diamond le fece conoscere la cantante GFOTY che, a sua volta, le presentò A. G. Cook, musicista e fondatore dell'etichetta discografica PC Music. Diventata amica del producer britannico, i due iniziarono a collaborare quando lei rimpiazzò una cantante che non si era presentata a una session di Cook. La prima canzone di Diamond venne registrata nel 2012 e si intitola Attachment. L'anno successivo lei pubblicò il singolo di debutto Pink and Blue, una sorta di ninnananna costruita su suoni elettronici e pesantemente trattati. La traccia contribuì a dare visibilità alla PC Music e venne inserita al quinto posto della classifica delle 100 migliori canzoni del decennio di Fact.
Agli inizi del 2014 Diamond cantò nel brano di A.G. Cook Keri Baby, nel quale la cantante impersona un file MP3 o un'entità digitale che vive dietro uno schermo. Diamond fece la sua prima apparizione dal vivo al Basement di Londra durante l'aprile dello stesso anno. Alla fine del mese uscì il formato singolo di Attachment.
Il singolo Every Night del novembre del 2014 tratta il tema del desiderio e in esso la voce di Diamond alterata in modo infantile emette tonalità in staccato e armonie "oh-ooh-oh". Qualcuno ha paragonato lo stile di produzione del brano ai La Bouche e a Call Me Maybe di Carly Rae Jepsen. Every Night venne ascoltata 200.000 volte su SoundCloud in due settimane e venne inserita al ventottesimo posto della classifica degli artisti emergenti di Billboard.
In occasione del South by Southwest tenuto nel marzo del 2015, Diamond si recò all'Empire Garage di Austin, negli Stati Uniti, dove fece un concerto presso l'area allestita per la PC Music. La sua performance venne accolta molto positivamente dal Guardian che la considerò "ben realizzata, tanto per quanto riguarda l'estetica e la coreografia quanto per le canzoni camp proposte"; uno scrittore di Flavorwire ritenne che la sua esibizione fu quella che lo avrebbe impressionato di più nel corso della kermesse. L'8 maggio 2015 Diamond si esibì in occasione di uno show della PC Music organizzato alla BRIC House di Brooklyn che era parte del Red Bull Music Academy Festival. Nel novembre del 2015 Diamond pubblicò il singolo Hi, il cui videoclip venne da lei realizzato in collaborazione con la rivista I-D. Secondo la cantante, Hi segna una fase di transizione a un nuovo stile musicale. Sempre nel 2015 Diamond aveva anche iniziato a registrare un album in studio la cui uscita era inizialmente prevista quell'anno.

### Reflections
Nel febbraio del 2016 Hannah Diamond cantò nel brano di Charli XCX Paradise, che è oggi raccolto nell'EP Vroom Vroom, prima uscita dell'omonima etichetta.
Nel mese di ottobre l'artista pubblicò il brano Fade Away. Il 22 dicembre 2016, Diamond lanciò il singolo Make Believe, pubblicato online gratuitamente e prodotto da easyFun e AG Cook. Il 13 dicembre 2017 Hannah Diamond licenziò un mix intitolato I Will Not See You at All, nel quale è contenuta una cover di Concrete Angel di Gareth Emery. Il 16 novembre 2018 la cantante britannica pubblicò True, singolo di lancio dell'album di debutto Reflections.
Nel frattempo, il 17 settembre 2019 Diamond pubblicò la canzone Part of Me con Danny L Harle, non inclusa nel futuro album dell'artista britannica.
Sulla cover di Invisible, edito il 30 ottobre assieme a un videoclip, è riportata la futura data di uscita dell'album. Reflections venne pubblicato il 22 novembre e ricevette giudizi positivi dalla stampa specialistica e la critica. All'album seguiranno due extended play con inediti intitolati Reflections Remixes EP e Reflections Hard Drive.

### Le prime tournée
Alla fine del 2019 Hannah Diamond diede il via alla sua prima tournée The Invisible Tour, che perdurerà fino al mese di marzo del 2020 e farà tappa in varie città europee come Londra, Parigi e Berlino. Durante i primi mesi del 2020 Diamond tenne quattro concerti di apertura del The Dedicated Tour di Carly Rae Jepsen.

### Ultimi anni di attività
Nel 2020 Diamond collaborò con i 100 Gecs e il rapper estone Tommy Cash al remix di xXXi_wud_nvrstøp_ÜXXx e compare nei crediti degli album di A.G. Cook 7G e Apple. Durante l'anno seguente Diamond cantò nel singolo Boing Beat di Danny L Harle, contenuto nell'album di debutto di quest'ultimo Harlecore, e nel remix di The Darkness di Cook con Sarah Bonito dei Kero Kero Bonito. Apparve anche nel mixtape di debutto Unlimited Ammo di Namasenda nell'ottobre 2021 e disegnò gran parte dell'artwork del singolo e dell'album che lo contiene.
Durante la metà del 2021 Diamond iniziò a promuovere su Internet un secondo album. Dopo aver cantato un suo brano inedito al Pitchfork Music Festival di Londra da lei mostrato in anteprima su TikTok, Diamond licenziò il singolo Staring at the Ceiling il 24 febbraio 2022.

## Discografia

### Album in studio
- 2019 – Reflections
- 2023 – Perfect Picture

### Extended play
- 2020 – Reflections Remixes
- 2020 – Reflections Hard Drive

### Singoli
- 2013 – Pink and Blue
- 2014 – Attachment
- 2014 – Every Night
- 2015 – Hi
- 2016 – Fade Away
- 2016 – Make Believe
- 2018 – True
- 2019 – Part of Me (con Danny L Harle)
- 2019 – Invisible
- 2019 – Love Goes On
- 2021 – The Darkness (Remix) (con A. G. Cook e Sarah Bonito)
- 2022 – Staring at the Ceiling
- 2023 – Affirmations
- 2023 – Perfect Picture
- 2023 – Poster Girl